# Clever Lara
Clever Lara (Rivera, 26 de novembro de 1952) é um artista plástico uruguaio.

## Biografia
- 1964-1965 – Estuda com Osmar Santos na cidade de Rivera.[1]
- 1966-1972 – Estuda com Edgardo Ribeiro em Montevidéu.
- 1975-1979 – Desenvolve atividade docente no Instituto de Bellas Artes San Francisco de Asis em Montevidéu.
- 1984 – Estuda na Pratt Graphics Center em Nova Iorque e na oficina de Luis Camnitzer em Valdottavo, Itália.[2]
- 1988 – É reconhecido com o Fund for Artists Colonies, dos Estados Unidos.[1]
- 2001 – Recebe o Prêmio Figari.[2]